# Gambusia krumholzi
Gambusia krumholzi är en fiskart som beskrevs av Minckley, 1963. Gambusia krumholzi ingår i släktet Gambusia och familjen Poeciliidae. IUCN kategoriserar arten globalt som sårbar. Inga underarter finns listade i Catalogue of Life.